# Галицино (Северо-Казахстанская область)
Галицино (каз. Галицино) — село в Айыртауском районе Северо-Казахстанской области Казахстана. Входит в состав Володарского сельского округа. Код КАТО — 593230500.

## История
До 2013 года село входило в состав упразднённого Жетыкольского сельского округа.

## Население
В 1999 году население села составляло 210 человек (94 мужчины и 116 женщин). По данным переписи 2009 года в селе проживало 81 человек (37 мужчин и 44 женщины).